# Renault Oroch
La Renault Oroch è una vettura prodotta a partire dal 2015 dalla casa automobilistica francese Renault.

## Descrizione
La Oroch è un pick-up a 4 porte prodotto per il mercato sudamericano dal settembre 2015. Ha un abitacolo a quattro porte che può ospitare cinque passeggeri, una capacità di carico di 680 kg e 683 litri di volume di carico nel cassone.
Basata sulla Dacia Duster, il passo è stato esteso di 15,5 cm e la lunghezza totale arriva a toccare i 4,70 metri. Questo è il primo pick-up con marchio Renault.
Il veicolo è stato progettato dal Technocentre Renault in Francia e dallo studio Renault Design América Latina a San Paolo in Brasile. La Oroch è stata anticipata da una concept car presentata al Motor Show di San Paolo nel 2014. La versione definitiva è stata esposta al Motor Show di Buenos Aires 2015, con le vendita che sono iniziate a settembre 2015 in Sud America.
A spingere la vettura ci sono due motorizzazioni a benzina da 1,6 litri o da 2,0 litri, abbinato rispettivamente ad un cambio manuale a 5 o 6 rapporti. Una variante con cambio automatico è stata introdotta nel 2016.